# Matthew Steenvoorden
Matthew Steenvoorden (Leidschendam, 9 gennaio 1993) è un calciatore olandese, difensore dell'HNK Gorica.

## Palmarès

### Club

#### Competizioni nazionali
- Campionato uzbeko: 1

Paxtakor: 2023